# Milijaes
Milijaes (Milijae), nekadašnje pleme američkih Indijanaca koje je živjelo na sjeveroistoku Meksika ili u južnom Teksasu. Krajem 17. stoljeća okupljeni su na misiji San Bernardo (Bernardino) de la Candela s plemenima Tilijae i Catujane u istočnoj Coahuili, Meksiko.
Hodge drži da su pripadali jezičnoj skupini coahuiltecan.